# Rafko Dolhar
Rafko Dolhar, slovenski zdravnik, politični delavec, publicist in pisatelj, * 3. avgust 1933, Trbiž, Italija.

## Življenje in delo
Rafko Dolhar se je rodil v družini zdravnika Alojza Dolharja. Ljudsko šolo je obiskoval v rodnem kraju, slovensko gimnazijo in licej v Trstu. Študij medicine je 1963 končal na univerzi v Padovi in tu tudi specializacijo iz medicine dela (1965) in športne medicine (1971). leta 1968 je bil izvoljen za profesorja anatomije človeka na 
Naravoslovni fakulteti v Trstu. Poleg poklicnega dela je bil vsa leta aktiven tudi v vodstvu slovenske politične stranke v Italiji in sicer kot pokrajinski tajnik stranke SSk za Trst. Leta 1966 je bil na strankini list izvoljen v tržaški občinski svet, v katerem je bil med drugim v letih 1974-1976 odbornik za zdravstvo. Leta 2015 mu je vodstvo stranke podelilo plaketo, na kateri je vgravirano: Slovenska skupnost izreka priznanje in zahvalo za nesebično in požrtvovalno štiridesetletno delo v korist narodnostnim pravicam Slovencev v Italiji. V okviru predavateljskega in publicističnega dela je potrebno omeniti pet ciklov predavanj na radiu Trst A, ki so bila na sporedu v letih 1958−1970 v naslednjih tematskih sklopih: Izleti po gorah, Alpske smeri in poti, Iz planinskega dnevnika, Bližnja in daljna smučišča in Človek in cesta. Sodeloval je pri sestavi Vodnik po planinski poti SPD Trst (1975) ter napisal tri knjige: Pot v planine (Trst, 1965), Človek in cesta (Trst, 1971) in Pot iz planin (Trst, 1974). V Planinskem vestniku je objavil poljudne članke: Bivak pod Montažem (1962), V viševem severozahodnem žlebu (1962) Dve poti s Koroške (1963) in Dva kraška sprehoda (1966).